# The Jimmy Timmy Power Hour 2: When Nerds Collide
Jimmy e Timmy: Amici - Nemici (The Jimmy Timmy Power Hour 2: When Nerds Collide) è un film d'animazione statunitense del 2006, spin-off dalle serie animate Due fantagenitori e Le avventure di Jimmy Neutron, ed è il seguito di The Jimmy Timmy Power Hour. In Italia il film è stato trasmesso nell'estate 2008 sul canale Nickelodeon di Sky.

## Trama
È venerdì 13 e Jimmy decide di organizzare un ballo per dimostrare il fatto che venerdì 13 è solo una stupida superstizione; Jimmy cerca di invitare Cindy al ballo ma all'improvviso il Dr. Calamitoso ha rapinato la banca di Retroville e allora Jimmy va a fermarlo lasciando Cindy arrabbiata. Nel frattempo a Dimmsdale, Timmy sta anche lui organizzando il ballo di venerdì 13 essendo l'unico giorno libero dai desideri ma ha perso troppo tempo nel decorare la palestra per il ballo che si è dimenticato di trovare una ragazza con cui andare al ballo; non trovando nessuna si ricorda di Cindy e decide di andare a Retroville. Nello stesso tempo, Anti-Cosmo scappa dalla prigione di massima sicurezza ma, essendo stato scoperto, Jorgen rende Anti-Cosmo e le anti-fate visibili sulla Terra e non permette a nessuno di quel universo di entrare; Anti-Cosmo riflette su quello che ha detto Jorgen e comprende di dover cercare un alleato proveniente da un altro universo. Jimmy sconfigge il Dr. Calamitoso (che è in cerca di un alleato) e incontra Timmy (appena arrivato) che cerca Cindy; Timmy va a casa di Cindy accompagnato da Carl e Shin grazie ad un jet-pack fornito da Cosmo e Wanda e, quando sta per chiedere a Cindy di venire al ballo di venerdì 13, arriva Jimmy che cerca di spiegare a Cindy che in realtà Timmy fa finta di essere un genio solo per farle piacere, allora Timmy sfida Jimmy ad una gara di invenzioni. Jimmy perde e Timmy porta Cindy a Dimmsdale e il Dr. Calamitoso (avendo ascoltato tutto) decide di seguire Jimmy perché crede che Timmy possa essere un alleato perfetto per eliminarlo. Jimmy crea un portale inter-dimensionale per raggiungere l'universo di Timmy accompagnato da Carl, Shin e Libby; Jimmy lascia il laboratorio aperto e il Dr. Calamitoso ci entra per prendere qualche invenzione utile. Timmy ruba il diario di Cindy per farle credere che Timmy sia il fidanzato ideale e convinta, Cindy cerca un posto adatto per permettere a Timmy di chiederlo ma, continuamente disturbato da Carl, Shin e Libby, decide di prestargli Cosmo e Wanda per poter restare in pace. Il Dr. Calamitoso arriva a Dimmsdale e incontra Anti-Cosmo che lo convince a liberare le anti-fate e lo mette in una cella con Jorgen stordito. Quando Timmy sta per chiedere a Cindy di venire al ballo con lui, arriva Jimmy che le racconta cosa è successo quando all'improvviso si apre un varco temporale da cui escono le anti-fate che cercano di fermare la rotazione della Terra per fare in modo che sia ogni giorno venerdì 13. Timmy si fa restituire Cosmo e Wanda e così riesce a intrappolare le anti-fate. Jimmy cerca di fermare il Dr. Calamitoso ma Timmy, non volendo lasciare il merito della vittoria a Jimmy, prende la congiungente di geni di Jimmy e fonde Jorgen e il Dr. Calamitoso; il Dr. Calamitoso (avendo una mente più potente) prende il dominio del corpo di Jorgen, rapisce Cindy e la porta a Retroville. Il Dr. Calamitoso cerca di distruggere il mondo; Timmy per fermarlo cerca di fare riprendere il controllo del corpo a Jorgen per poterli poi separare " trasgredendo alle regole". Dopo averli separati, Jorgen ringrazia Timmy e Jimmy risolvendo il problema del ballo di venerdì 13 permettendo a Cindy di andare al ballo con entrambi e permettendo agli altri di ballare in due dimensioni diverse.